# ジョン・サイクス
ジョン・サイクス（John Sykes、1959年7月29日 - 2024年12月下旬）は、イングランド出身のギタリスト、HR/HM系ミュージシャン、シンガーソングライター。米国在住。
ロックバンド「シン・リジィ」「ホワイトスネイク」といったビッグネームに抜擢されて実績を積み、主宰した「ブルー・マーダー」などで勇名を馳せた。

## 来歴

### アマチュア時代 ( - 1979年)
父の仕事の関係でスペイン・イビサ島に滞在していたとき、退屈しのぎにギターを始めたという。彼の叔父のプレイを間近で見る事が出来たが、それまでにも遊び半分でギターに触った事があり、ギターが弾けると思い込んでいた彼は叔父のプレイを見てギターに真剣に取り組む事となる。その後友人から「凄いギタリストがテレビに出るから見たほうがいい」と勧められ、テレビでゲイリー・ムーアの演奏を見て相当な衝撃を受ける。

### タイガース・オブ・パンタン〜シン・リジィ (1980年 - 1983年)
トリオ編成のバンド「ストリート・ファイター」を率いて「サクソン」のサポート・アクトとしてツアー中、同行した「タイガース・オブ・パンタン」のメンバーにスカウトされ、1980年に同グループに加入しプロ・デビュー。当時のNWOBHMブームの中で人気バンドとなる。タイガース・オブ・パンタンでアルバム『スペルバウンド』、『クレイジー・ナイト』、および『危険なパラダイス』の一部に参加した後、オジー・オズボーン・バンドのオーディションを受けるために脱退。オジーのバンドへの加入は叶わなかった(この時オーディションに合格したのは、ナイト・レンジャーを一時離脱していたブラッド・ギルス)が、その後「シン・リジィ」に参加し、アルバム『サンダー・アンド・ライトニング』(1983年)と、ライブ盤『ラスト・ライヴ』(1983年)でリードギタリストを務めた。

### ホワイトスネイク (1983年 - 1987年)

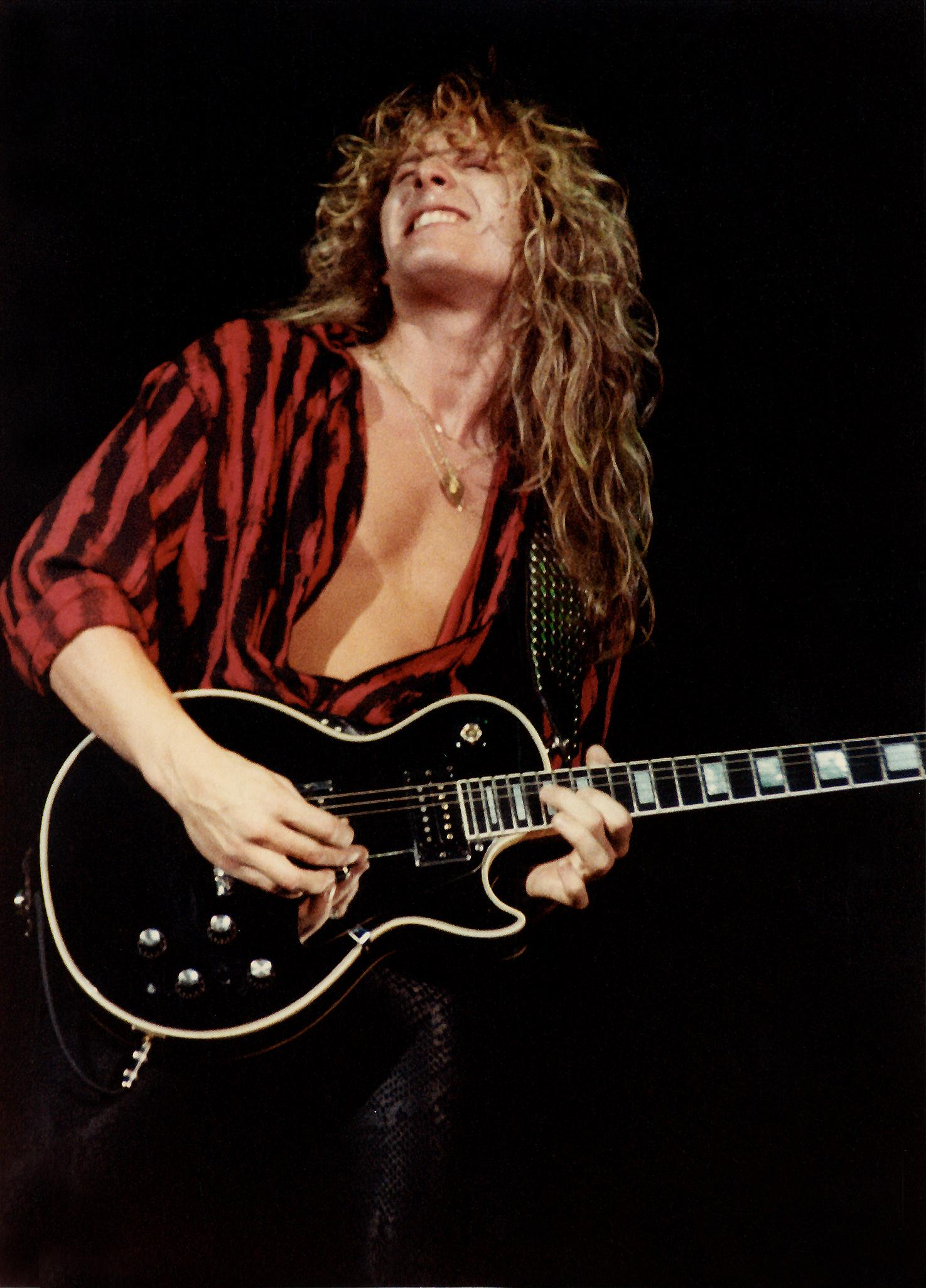
ホワイトスネイク時代 (1984年)

「シン・リジィ」の解散後、デイヴィッド・カヴァデールにスカウトされてミッキー・ムーディの後任として「ホワイトスネイク」に参加。当時のメンバーはサイクスとカヴァデールの他、メル・ギャレイ(ギター)、コージー・パウエル（ドラム）、ジョン・ロード(キーボード)、ニール・マーレイ（ベース）であった。既に完成していた前作『スライド・イット・イン』の北米向けリミックス版の再レコーディング参加を経て、新たなアルバム制作が始まるとカヴァデールとの衝突からメンバーが次々と脱退。ジョンはアルバムを完成させるものの、発表前に解雇された。このアルバムが後に全米2位、800万枚の大ヒットとなる『サーペンス・アルバス〈白蛇の紋章〉』である。

### ブルー・マーダー〜サイクス (1988年 - 1995年)
サイクスは「ホワイトスネイク」離脱後、カーマイン・アピス、トニー・フランクリンを誘い自らのバンド「ブルー・マーダー」を結成。後にメンバーを改めながら活動を断続的に継続。その後、バンド名をシンプルに「サイクス」と変更してしばらく活動していた。ギター、ボーカル、ソングライティングを一人でこなしていたこの時期のインタビューで、最も尊敬するギタリストについて(同様のスタイルであった)「ビー・バップ・デラックス時代のビル・ネルソン」と答えている。スティーヴ・クラークの後任としてデフ・レパード加入の噂もあった。

### シン・リジィ再結成 (1996年 - 2009年)
1996年、「シン・リジィ」を再結成。2005年時のツアー・メンバーは、ジョン、スコット・ゴーハム、マルコ・メンドーサ（ベース）、マイケル・リー（ドラム）。2009年にシン・リジィからの脱退を表明した。

### 死去
2025年1月20日、癌により死去したことが自身のSNSで発表された。2025年2月1日、実際には2024年12月下旬に死去していたことが公式ウェブで発表された。65歳没。

## 機材
メイン・ギターは黒の1978年製ギブソン・レスポール・カスタム。
ナットをブラス（真鍮）に、ペグをグローヴァー製に交換されている他、クロム仕上げのピックガードとエスカッション、ブリッジに交換されているのが特徴で、このクロムパーツへの交換は、フィル・ライノットがメインで使用していた黒のベースを同様のルックスの仕様にし、クロムのパーツにステージのスポットライトが煌びやかに反射する派手でゴージャスな見た目に影響されたのが切っ掛けであった。
その後、シン・リジィ解散後も特に意識せず仕様を元に戻さずにそのまま使用していたところ、いつのまにかトレードマークとして定着し、本人は現在も「俺のポール」と呼ぶなどし、相変わらず不動のメインギターとして使用されている。
1980年に本器を入手して以降、ピックアップは長きに渡りギブソン製の高出力ピックアップであるダーティーフィンガーズを使用していたが、93年頃に内部のコイル断線で故障し、ギブソン製の57classicに載せ替えられた。その後2017年頃に撮影された写真では再びダーティフィンガーに載せ替えられていた。
グローヴァー製のペグとダーティーフィンガーは、師と仰ぐゲイリー・ムーアの勧めにより、試しに自分で購入し交換してみたところ、サウンド、チューニングの安定性共に非常に気に入り、特にグローヴァー製のペグは以降ジョンが入手した全てのレスポール（59年製レスポールスタンダードも含む）に搭載されるようになる。
尚、本人の記憶によるとダーティーフィンガーを載せたのはタイガース・オブ・パンタンのSpellboundを製作していた頃、クロムパーツに交換したのはシン・リジィのThunder and Lightningを製作してた頃との事。
アンプはキャリアを通しマーシャルJCM800を主に使用し、ブルー・マーダー時代はメサ・ブギーMK IIIも使用したが、2019年頃からはEVH 5150lll EL34を気に入り多用している。
弦はアーニー・ボールのレギュラー・スリンキーでゲージが.010 - .046のセットを使用。
ピックはJim Dunlop製Tortex Standard 1.14mmを使用、逆アングルフォームでティアドロップ型ピックの角が丸い上部を弦にヒットさせるピッキングスタイルでプレイしている。
尚、エフェクターに関しては過去に大掛かりなラックシステムを使用した時期もあったが、ジョン本人曰く「エフェクターが1個増える度に何か大切な物（フィーリング）が失われてる気がする。」「ステージ上で音が出なくなるなどのトラブルが起きた時に、ラックに入ったエフェクター1個1個全てを疑わなければならなくなるのが煩わしい。」という事で、レコーディングもライヴも基本的にエフェクターの類は使用せず、アンプ直のドライなサウンドを好んでいる。
機材に関しては基本的に保守的な姿勢を持っており、自分が気に入った音、納得できる音を得て以来、新しいテクノロジーや機材にはあまり興味を示さない事が多かったが、上記のEVH 5150lll EL34は余程ジョンの好みに合ったようで、公式サイトや公式フェイスブックにまでその名前と製品写真を載せ、惜しみない賛辞を贈っている。
また、機材関係に関しては非常に物持ちが良く、メインギターとは別個体の70年代のレスポールカスタムや59年レスポールスタンダード、60年代のストラト、その他メインアンプとは別個体のマーシャルJCM800や1959、PEAVEY 5150等々、個人的なコレクションも含めると沢山の機材を所有しているが、ライヴでもレコーディングでも基本的にはメインのレスポールカスタムとマーシャルJCM800を相変わらず愛用し続け、メインのレスポールカスタムに至っては2025年に死去するまで40年以上生涯愛用していた。

## ディスコグラフィ

### ソロ・アルバム
- 『アウト・オブ・マイ・ツリー』 - Out of My Tree [7](1995年)
- 『ラヴランド』 - Loveland (1997年)
- 『20THセンチュリー』 - 20th Century [8](1997年)
- 『ニュークリア・カウボーイ』 - Nuclear Cowboy (2000年)
- 『バッド・ボーイ・ライヴ!』 - Bad Boy Live! (2004年) ※ライブ

### タイガース・オブ・パンタン
- 『スペルバウンド』 - Spellbound (1981年)
- 『クレイジー・ナイト』 - Crazy Nights (1981年)
- 『危険なパラダイス』 - The Cage (1982年)

### シン・リジィ
- 『サンダー・アンド・ライトニング』 - Thunder and Lightning (1983年)
- 『ラスト・ライヴ』 - Life (1983年) ※ライブ
- One Night Only (2000年) ※ライブ

### ホワイトスネイク
- 『スライド・イット・イン』 - Slide It In (1984年)
- 『白蛇の紋章〜サーペンス・アルバス』 - Whitesnake (1987年)

### ブルー・マーダー
- 『ブルー・マーダー』 - Blue Murder (1989年)
- 『ナッシング・バット・トラブル』 - Nothin' But Trouble (1993年)
- 『スクリーミング・ブルー・マーダー〜フィルに捧ぐ』 - Screaming Blue Murder (1994年) ※ライブ

### 参加アルバム
- デフ・レパード : 『アドレナライズ』 - Adrenalize (1992年)
- Various Artists : 『クロスファイアー〜ア・サルート・トゥ・スティーヴィー・レイ』 - Crossfire: A Salute to Stevie Ray (1996年) ※「Pride and Joy」収録
- Various Artists : 『メリー・アックスマス 2』 - Merry Axemas 2 – More Guitars for Christmas (1998年) ※「God Rest You Merry, Gentlemen」収録
- フィル・ライノット : Live in Sweden 1983 (2001年)
- ヒューズ・ターナー・プロジェクト : 『ヒューズ/ターナー』 - HTP (2002年) ※「Heaven's Missing an Angel」に参加
- デレク・シェリニアン : 『ミソロジー』 - Mythology (2004年) ※「God of War」に参加
- リック・ウェイクマン & トニー・アシュトン : Gastank (2016年) ※「Growing Up」「The Man's a Fool」に参加
- Various Artists : 『ア・トリビュート・トゥ・ゲイリー・ムーア〜ムーア・ブルース・フォー・ゲイリー』 - Moore Blues for Gary: A Tribute to Gary Moore by Bob Daisley and Friends (2018年) ※「Still Got the Blues」収録

## 来日公演
Thin Lizzy
Whitesnake
BLUE MURDER
SYKES
- SYKES JAPAN TOUR '95（1995年）
  - 11月30日・12月3日・12日 東京 東京厚生年金会館
  - 12月04日 横須賀 横須賀芸術劇場
  - 12月05日 大阪 大阪フェスティバルホール
  - 12月07日 京都 京都会館
  - 12月09日 福岡 福岡サンパレス
  - 12月11日 川口 リリア川口
- SYKES JAPAN TOUR '98（1998年）
  - 7月22日・23日・25日 東京 LIQUIDROOM
  - 7月26日 大阪 梅田HEAT BEAT
  - 7月27日 名古屋 名古屋ダイアモンドホール